# Elite Football League of India
Die Elite Football League of Indien (EFLI) ist eine professionelle American-Football-Liga in Indien. Sie wurde 2011 gegründet und 2012/2013 wurde die erste Saison gespielt. Sie beinhaltet acht Franchises, sechs aus Indien und je ein  Team aus Pakistan und Sri Lanka.

## Geschichte
Die Gründung der EFLI wurde am 5. August 2011 in Mumbai bekanntgegeben.
Das erste Spiel wurde am 22. September 2012 ausgetragen. Spiele der EFLI werden in Indien, Sri Lanka und Pakistan, sowie auf den Malediven, in Bangladesch, Nepal, Hongkong, Indonesien und Japan im Fernsehen übertragen und haben so eine Reichweite von über 500 Millionen Zuschauern.
Im November 2015 beginnt die zweite Saison.

## Ligastruktur
Die EFLI beinhaltet acht Mannschaften. Die Spieler und Trainer sind alle gebürtige Südasiaten, das Management wird jedoch von Footballfunktionären aus den Vereinigten Staaten geleitet.
Die Teams haben alle einen Besitzer, da die Liga einem Franchise-System folgt. Die Teams wurden dafür in einer Auktion versteigert. Im Gegensatz zu anderen Sportligen in Indien dürfen die Besitzer sowohl Inder als auch Ausländer sein. 15 % der Ligaeinnahmen gehen an das  Sportministerium Indiens. 2022 solle eine Erweiterung auf 52 Franchises erfolgen.

## Teams
| Team               | Meisterschaften |               |               |               |               |               |
| East Division      | East Division   | East Division | East Division | East Division | East Division | East Division |
| ------------------ | --------------- | ------------- | ------------- | ------------- | ------------- | ------------- |
| Colombo Lions      |                 |               |               |               |               |               |
| Delhi Defenders    |                 |               |               |               |               |               |
| Hyderabad Skykings |                 |               |               |               |               |               |
| Kolkata Vipers     |                 |               |               |               |               |               |
| West Division      |                 |               |               |               |               |               |
| Bangalore Warhawks |                 |               |               |               |               |               |
| Mumbai Gladiators  |                 |               |               |               |               |               |
| Pakistan Wolfpak   |                 |               |               |               |               |               |
| Pune Marathas      | 2012/13         |               |               |               |               |               |